# Радча (Коростенський район)
Ра́дча — село в Україні, в Народицькій селищній громаді Коростенського району Житомирської області. Населення становить 265 осіб.

## Історія
На обліку з 16.09.1960 року  як населений пункт Давидківської сільської ради.
24 лютого 2022 року село було окуповане російськими військами й звільнено 2 квітня того ж року.

## Населення

### Мова
Розподіл населення за рідною мовою за даними перепису 2001 року:
| Мова       | Кількість | Відсоток |
| ---------- | --------- | -------- |
| українська | 258       | 97.36%   |
| білоруська | 5         | 1.89%    |
| російська  | 2         | 0.75%    |
| Усього     | 265       | 100%     |